# Championnat National de Première Division
Het Championnat National de Première Division is de hoogste voetbaldivisie van Togo. De competitie werd opgericht in 1961.

## Geschiedenis
Het Championnat National de Première Division werd in 1961, kort na de Togolese onafhankelijkheid, opgericht. Voor de oprichting van deze competitie werkten clubs uit de kolonie Frans-Togoland ook al een kampioenschap af en konden elftallen deelnemen aan de Beker van Frans-West-Afrika.
Sinds 2021 bestaat de competitie uit 16 teams doordat in het voorgaande seizoen de competitie vroegtijdig werd stopgezet omwille van COVID-19. Bijgevolg degradeerde er geen enkel team na dat seizoen maar werden de 2 promoverende teams uit de Deuxième Division wel geïntegreerd in het kampioenschap. Aan het begin van het seizoen worden de teams in 2 gelijke groepen verdeeld, zone nord en zone sud. Na 2 onderlinge duels tegen elk team uit hun zone, kwalificeren de 3 hoogst geplaatste teams per zone zich voor de kampioenschapsplay-off. De winnaar van deze play-off kroont zich tot landskampioen en plaatst zich voor de CAF Champions League, de vice-kampioen plaatst zich voor de CAF Confederation Cup.

## Kampioenen

### Aantal titels per club
| Club                   | Titels | Kampioen in                                                |
| ---------------------- | ------ | ---------------------------------------------------------- |
| Semassi FC             | 10     | 1978, 1979, 1981, 1982, 1983, 1993, 1994, 1995, 1999, 2014 |
| Étoile Filante de Lomé | 7      | 1961, 1962, 1964, 1965, 1967, 1968, 1992                   |
| Dynamic Togolais       | 6      | 1970, 1971, 1997, 2001, 2003-04, 2011-12                   |
| ASKO Kara              | 6      | 1988, 1989, 1996, 2006-07, 2019-20, 2021                   |
| CO Modèle de Lomé      | 4      | 1966, 1969, 1972, 1973                                     |
| Lomé I                 | 3      | 1974, 1975, 1976                                           |
| OC Agaza               | 2      | 1980, 1984                                                 |
| ASFOSA                 | 2      | 1985, 1986                                                 |
| AS Douanes             | 2      | 2002, 2004-05                                              |
| Maranatha FC           | 2      | 2005-06, 2009                                              |
| Doumbé FC              | 1      | 1987                                                       |
| Ifodjè FC              | 1      | 1990                                                       |
| Anges FC               | 1      | 2013                                                       |
| AS Togo-Port           | 1      | 2016-17                                                    |
| US Koroki              | 1      | 2017-18                                                    |
| ASC Kara               | 1      | 2018-19                                                    |